# Караманов Узакбай Караманович
Узакбай Караманович Караманов (каз. Ұзақбай Қараманұлы Қараманов; 20 серпня 1937, село Уялинське Аральського району Кзил-Ординської області, тепер Казахстан — 25 вересня 2017, місто Алмати, Казахстан) — радянський і казахський партійний і державний діяч, останній голова Ради міністрів Казахської РСР від липня 1989 до листопада 1990 року, перший прем'єр-міністр Казахської РСР від листопада 1990 до жовтня 1991 року. Член ЦК КПРС у 1990—1991 роках. Народний депутат Казахської РСР. Кандидат технічних наук.

## Життєпис
У 1959 році закінчив Куйбишевський інженерно-будівельний інститут.
З 1959 року працював виконробом Шубар-Кудунської автобази Актюбінського облавтотресту. 1960 року отримав посаду старшого інженера відділу будівельного управління тресту «Кзил-Ордабуд», 1961 року став старшим виконробом будівельно-монтажного управління № 27 в Аральську. Член КПРС з 1962 року.
1962 року став начальником будівельного управління. 1964 року зайняв пост директора комбінату будівельних матеріалів і конструкцій тресту «Алмаатапромбуд». 1966 року був призначений на посаду завідувача контрольно-будівельної групи Управління справами ЦК Компартії Казахстану. 1967 року став начальником Будівельно-монтажного управління № 22 тресту «Алмаатапромбуд», того ж року зайняв пост керівника тресту.
1975 року перейшов на службу до міністерства будівництва підприємств важкої промисловості Казахської РСР, отримавши там посаду начальника Головного управління. 1980 року став заступником міністра легкої промисловості Казахстану. 1982 року був призначений на посаду начальника Головного управління з будівництва й експлуатації селезахисних споруд при Раді міністрів Казахської РСР. 1984 року зайняв пост першого заступника міністра будівництва підприємств важкої промисловості Республіки. 1986 року призначений на посаду першого заступника міністра будівництва Казахської РСР. Від 1987 року — голова Держпостачання Казахської РСР.
27 липня 1989 року Узакбай Караманов призначений головою Ради міністрів Казахської РСР (від листопада 1990 року посада почала називатись прем'єр-міністр Кабінету міністрів Казахської РСР). Обіймав цю посаду до 16 жовтня 1991 року.
1991 року став державним радником Республіки Казахстан. Від 1993 року обіймав посаду президента Міжнародного фонду порятунку Аралу. Від 1996 року обирався до лав Мажилісу Казахстану, керував комітетом з екології та природокористування. Був засновником Союзу будівельників Казахстану. Академік Міжнародної інженерної академії (1996), академік Інженерної академії Республіки Казахстан (1997), почесний професор Кизилординський університет імені Коркит ата (2000).

## Нагороди та відзнаки
- орден Трудового Червоного Прапора (1991)
- орден Барис ІІ ст. (Казахстан) (24.10.2000)
- орден Парасат (Казахстан) (9.12.2013)
- орден Отан (Казахстан)
- медаль «Ветеран праці» (1985)
- медаль «20 років незалежності Республіки Казахстан» (2011)
- медаль «20 років Конституції Республіки Казахстан» (2015)
- золота медаль «Інженерна слава» (Міжнародна інженерна академія, 2016)
- три Почесні грамота Президії Верховної ради Казахської РСР (1967, 1978, 1987)
- Почесний громадянин міста Алмати (2001)
- Почесний громадянин Казалінського району (2006)
- Почесний громадянин Кизилординської області та Аральського району (2007)